# Anatoliy Bykov
Pour les articles homonymes, voir Bykov.
Anatoli Mikhaïlovitch Bykov (russe : Анатолий Михайлович Быков), né le 6 août 1953 à Magadan, est un lutteur gréco-romain de nationalité soviétique.

## Palmarès
Concourant dans la catégorie des moins de 74 kg, il remporte la médaille d'or aux Jeux olympiques d'été de 1976 à Montréal et la médaille d'argent aux Jeux olympiques d'été de 1980 à Moscou.
Il est médaillé d'or aux Championnats du monde de 1975 et vice-champion d'Europe en 1978.
Anatoli Bykov est aussi champion d'URSS de 1975 à 1980.